# Jackmaster
Jack Revill (11. ledna 1986 – 12. října 2024), známý jako Jackmaster, byl skotský diskžokej a hudební producent. Byl spoluzakladatelem hudebního vydavatelství Numbers.

## Kariéra
Zpočátku mu pomáhal a zaučoval jeho kamarád Calum Morton (alias Spencer). Většinu svého dospívání strávil jako DJ v barech a klubech po celém Glasgow.
Ve čtrnácti letech začal pracovat v obchodě s deskami v Glasgow, kde mu za hodinu práce platili jednu desku. Po ukončení školy v šestnácti letech však začal pracovat na plný úvazek v distribuci Rubadub. Právě při práci v tomto obchodě dostal Revill přezdívku Jackmaster. Tato přezdívka mu zůstala napořád.
V roce 2010 získal ocenění „Breakthrough DJ“ od hudebního magazínu DJ Mag.
Své vystoupení odehrál na různých festivalech a hudebních klubech po celém Skotsku.
Spolupracoval s různými diskžokeji, například s Moodymannem, Joyem Orbisonem, Tale of Us, Dance Mania a DJ Slimzee.
V prosinci 2014 se znovu dostal do seznamu nejlepších diskžokejů ve Velké Británii.
Podobné ocenění získával i následující roky. Převážně ve Skotsku.

## Kontroverze
V srpnu 2018 si vzal GHB a pokusil se líbat a chytat lidi proti jejich vůli, během festivalu Love Saves the Day v Bristolu.
Za tento útok byl fanoušky i společností odsouzen a kritizován.
Ve svých prohlášení přiznal své chyby, omluvil se za ně a vyjádřil touhu se změnit a získat zpět důvěru fanoušků.

## Smrt
Zemřel 12. října 2024 na následky poranění hlavy, které utrpěl při nehodě v ranních hodinách na Ibize. Bylo mu 38 let.

## Diskografie

### DJ mixy
- 2006: Numbers #001 – 60 Minutes of Numbers Episode #01 / From Paris to Baltimore via Detroit
- 2006: Numbers #006 – 60 Minutes of Numbers Episode #05 / Mastermix #2
- 2011: Resident Advisor Podcast 289
- 2011: FabricLive.57
- 2014: XLR8R Podcast 366 (2014)
- 2016: DjKicks Jackmaster